# 克林 (伊利諾伊州)
克林（英語：Crain）是位於美國伊利諾伊州傑克遜縣的一個非建制地區。該地的面積和人口皆未知。

## 地理
克林的座標為37°46′48″N 89°30′28″W / 37.78000°N 89.50778°W，而該地的平均海拔高度為116米（即381英尺）。